# Clarke Scholes
Clarke Currie Scholes (25 novembre 1930, 5 février 2010) est un nageur américain.
Il remporte la médaille d'or au 100 m nage libre aux Jeux olympiques d'Helsinki en 1952.
Il remporte par la suite la médaille d'or lors des Jeux Panaméricains en 1952.